# سيرجي شيلمينكو
سيرجي شيلمينكو (الروسية: Шельменко, Сергей Александрович) مواليد 5 أبريل 1983 في أوكرانيا، هو لاعب كرة يد روسي يلعب كظهير أيمن. يلعب حاليا مع نادي موتو زاباروجي لكرة اليد ويحمل الرقم 83. مثل منتخب روسيا لكرة اليد.

## سجل المنافسة
شارك في البطولات التالية:
- بطولة أوروبا لكرة اليد للرجال 2014
- بطولة أوروبا لكرة اليد للرجال 2016

## روابط خارجية
- سيرجي شيلمينكو على موقع الاتحاد الأوروبي لكرة اليد (الإنجليزية)